# 오지마야촌
오지마야촌(小島谷村)은 니가타현 산토군에 있던 촌이다. 현재의 나가오카시에 해당한다.